# Nicotiana wigandioides
Nicotiana wigandioides là loài thực vật có hoa trong họ Cà. Loài này được Koch & Fintelmann mô tả khoa học đầu tiên năm 1858.